# Yuma (cantante)
Yolanda Ayingono, más conocida artísticamente como Yuma.Perteneciente al grupo Equa Style. Es una cantante de origen ecuatoguineano y transita por el reggae, el soul y el Hip Hop.

## Biografía
Ella nació en Evinayong (Guinea Ecuatorial) en 1980, su reciente álbum discográfico fue publicado con el nombre titulado La Vida es Tranki, uno de los discos más interesantes con una sugerente mezcla de música africana, fusionada con Hip Hop, soul y reggae, con numerosas canciones en el idioma fang.
En ese álbum cuenta con la participación con las voces de Mr Lezard, Hermano L, Mad Maz, Eklihpse, Jessi, Rapsusklei y Naka B, colaborando en las producciones Nuno NB, Zarman, Chulito Camacho, DJ Soyez y Biyi.
Su segundo álbum fue editado en 2009 en su país, bajo el título de(fiesta), obteniendo varios número uno, no sin antes cosechar un éxito descomunal en el 2007 con la publicación de la mejor canción hecha para la selección de fútbol guineana, (nzalang nacional) canción con el mismo nombre sigue siendo hasta ahora la más bailada. En el 2013 logró lo inmejorable, con (siman ma) con el que obtuvo 2 premios COSA NOSTRA, mejor voz femenina y mejor canción, en 2015 PREMIO JONCHAM a mejor artista nacional femenino, y nominación al premio mujer ideal, en 2017 obtuvo de nuevo el PREMIO JONCHAM mejor artista NACIONALfemenino, en 2018 lanza su nuevo álbum (Tebgue), tiene su propio sello discográfico (BOSS MAMA S.L.) y tiene 3 hijos.